# بيز تشوتا
بيز تشوتا (بالإنجليزية: Piz Tschütta)‏ هو أحد جبال سلسلة جبال الألب سامناون ويقع في كانتون غراوبوندن في سويسرا. يحتل المرتبة رقم 109 في قائمة جبال سويسرا من حيث الارتفاع، إذ يبلغ ارتفاعه حوالي 3254 متر، بينما يبلغ ارتفاع نتوء الجبل 406 متر، هذا وقد سجل أول وصول لقمة الجبل عام 1884.